# Akuanda Dorsa
Akuanda Dorsa zijn lage heuvelruggen op de planeet Venus. De Akuanda Dorsa werden in 1997 genoemd naar Akuanda, mythologisch licht-personage in de Adygese cultuur van de Kaukasus.
De richels hebben een lengte van 800 kilometer en bevinden zich in het quadrangle Pandrosos Dorsa (V-5).